# Smeeni
Smeeni – wieś w Rumunii, w okręgu Buzău, w gminie Smeeni. W 2011 roku liczyła 3247 mieszkańców.
W miejscowości urodził się Chivu Stoica (1908–1975), działacz komunistyczny, przewodniczący Rady Państwa Rumunii w latach 1965–1967. 